# 德川五郎太
德川五郎太（日语：／ Tokugawa Gorōta，1711年2月25日—1713年12月5日），日本江戶時代中期大名，尾張藩第五代藩主、御三家之一尾張德川家第五代當主。他是第四代藩主德川吉通的長子，母親是吉通的正室九條輔實女輔姬。五郎太生前並沒有任何官職，去世後被追贈從三位，諡號達公。
正德3年（1713年）五郎太的父親吉通以二十五歲的年齡突然去世，身為嫡長子的五郎太繼任為第五代藩主。不過五郎太成為藩主後的兩個月，便也突然逝世，享年僅三歲。而其父吉通並無其他的子嗣，因此第六代藩主就由叔父德川繼友（德川綱誠子）接任。